# Харківський апеляційний суд
Харківський апеляційний суд — загальний суд апеляційної (другої) інстанції, розташований у місті Харкові, юрисдикція якого поширюється на Харківську область.
Суд утворений 23 червня 2018 року на виконання Указу Президента «Про ліквідацію апеляційних судів та утворення апеляційних судів в апеляційних округах» від 29 грудня 2017 року, згідно з яким мають бути ліквідовані апеляційні суди та утворені нові суди в апеляційних округах.
Апеляційний суд Харківської області здійснював правосуддя до початку роботи нового суду, що відбулося 3 жовтня 2018 року.
Указ Президента про переведення суддів до нового суду прийнятий 28 вересня 2018 року.

## Структура
Структура суду передбачає посади голови суду, його заступника, керівника апарату, його заступника, суддів, їх помічників, секретарів, судових розпорядників, інші відділи та сектори.
Суддівський корпус формує судові палати: у цивільних справах та кримінальних справах. З числа суддів, що входять до палати, обирається її секретар.

## Керівництво
Голова суду — Грошева Олена Юріївна
 Заступник голови суду — Котелевець Алла Вікторівна
 Керівник апарату — Савченко Олександр Аркадійович.